# Струф
Струф — персидский военачальник и сатрап, живший во время Коринфской войны.

## Биография
После неудачных переговоров с участниками антиперсидской коалиции — Афинами и Спартой — сатрап Тирибаз вернулся в Сузы, чтобы сообщить персидскому царю об этих событиях, а новый командующий, Струф, был отослан, чтобы принять командование. Струф преследовал антиспартанскую политику и побуждал их командующего в этой области, Фиброна, напасть на него. Фиброн какое-то время разорял персидскую территорию, но был убит наряду со многими его людьми, когда Струф заманил в засаду один из его плохо организованных отрядов. Фиброн позже был заменён Дифридом, который воевал более удачно, побеждая в маленьких стычках, и даже пленил зятя Струфа, но и он не достиг крупных успехов.